# Zeittafel medizinischer Fortschritte
Diese Zeittafel gibt einen Überblick über medizinische Entdeckungen (Zusammenhänge, Wirkstoffe) und die Erfindung neuer Verfahren in der Medizingeschichte.

## Steinzeit
- Es wurde ein kariöser Backenzahn eines 14.000 Jahre alten männlichen Individuums untersucht, dessen Überreste 1988 in der Felshöhle von Riparo Villabruna bei Sovramonte in Norditalien gefunden wurden. Das Loch im Zahn wurde mit einer sehr kleinen spitzen Steinklinge bearbeitet, um infiziertes Gewebe zu entfernen.[1]
- Zahnärztliche Behandlungen vor etwa 7500 bis 9000 Jahren wurden im heutigen Pakistan nachgewiesen, anhand von Funden in Mehrgarh (Belutschistan).[2]
- Die früheste Zahnfüllung, die aus Bienenwachs gefertigt worden ist, wurde in Slowenien entdeckt und ist etwa 6500 Jahre alt.[3]
- chirurgische Eingriffe

## Antike

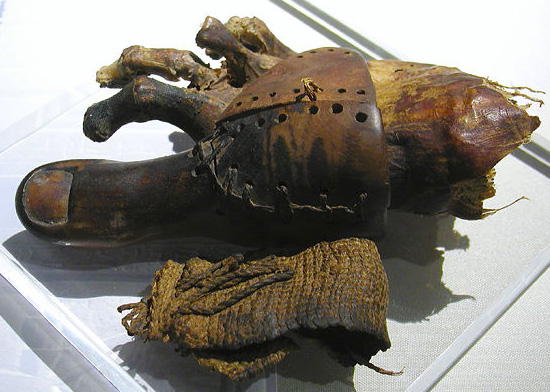
Ägyptische Zehenprothese, ausgestellt im Ägyptischen Museum in Kairo.

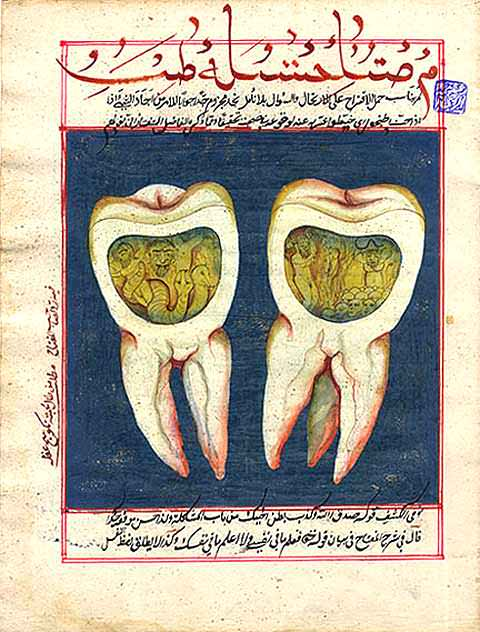
Zahnwurm, Abbildung aus einem zahnärztlichen Lehrbuch des 18. Jahrhunderts aus dem Osmanischen Reich

- Wasserbehandlungen (Hydrotherapie) sind schon seit Jahrtausenden Bestandteil der Badekultur.
- Die Akupunktur wurde in China vermutlich seit dem 3. Jahrtausend vor Christus ausgeübt, wobei ursprünglich feine Steinnadeln benutzt wurden, wie der Begründer der chinesischen Geschichtsschreibung Sima Qian berichtet hat.
- Die gezielte Anwendung von Massagen zur Heilung hat ihren Ursprung sehr wahrscheinlich im Osten Afrikas und in Asien (Ägypten, China, Persien). Die ersten Erwähnungen finden sich beim Chinesen Huáng Dì, der bereits 2600 v. Chr. Massagehandgriffe und gymnastische Übungen beschreibt.
- In der babylonischen, indischen und altägyptischen Medizin[4] war der Gebrauch von Klistieren zur Durchführung von Darmentleerungen gebräuchlich.
- Seit 2000 v. Chr. ist die Tollwut bekannt.[5] Erstmals beschrieben wurde sie im Codex Ešnunna etwa 1930 v. Chr.[6]
- Die ersten einfachen Prothesen für Gliedmaßen gab es schon im 20. Jahrhundert v. Chr. in Ägypten
- ca. 2800 v. Chr.: älteste bekannte Augenprothese, ein künstlicher Augapfel
- Im 18. Jahrhundert v. Chr. wird in Mesopotamien der Codex Hammurapi verfasst. Er beinhaltet auch Falldarstellungen und eine Gebührenordnung.
- Um 1800 v. Chr. wird erstmals in einer Tafel aus Nippur der Glaube an den Zahnwurm als Verursacher der Karies belegt.[7]
- Im letzten Viertel des 16. Jahrhunderts v. Chr. werden im Papyrus Edwin Smith erstmals Tumoren beschrieben.
- Bereits in der Antike wurden Substanzen gespritzt, jedoch nicht in das Gewebe oder in Gefäße, sondern in frei zugängliche Körperöffnungen.
- Als Krankheit und bösartige Seuche ist der Milzbrand seit dem Altertum bekannt. Sowohl in der Bibel als auch bei Griechen (Homer, dort von ἄνθραξ Anthrax ‚Kohle‘) und Römern (Ovid) wird davon berichtet. Die alten arabischen Ärzte bezeichneten den Milzbrand beim Menschen als „persisches Feuer“.[8]
- 2 Kön 4,8–37 ELB beschreibt die Mund-zu-Mund-Beatmung: „Und da Elischa ins Haus kam, siehe, da lag der Knabe tot auf seinem Bett. Und stieg hinauf und legte sich auf das Kind, und legte seinen Mund auf des Kindes Mund, …  Da schnaubte der Knabe siebenmal; darnach tat der Knabe die Augen auf.“
- Ab dem 5. Jahrhundert v. Chr. entwickeln die Hippokratiker mit der Humoralpathologie erstmals eine rationale Medizintheorie sowie den Eid des Hippokrates. Die Humoralpathologie wird in Europa bis zur Zellularpathologie im 19. Jahrhundert die vorherrschende Lehrmeinung bleiben.
- Frühe Beschreibungen verschiedener Maßnahmen zur Beatmung finden sich bei Hippokrates von Kos, Avicenna und Paracelsus. Aus dem 1. Jahrhundert v. Chr. berichten römische Ärzte sogar von einer Tracheotomie.
- In China wurde die erste Zahnbürste aus Schweineborsten gefunden, die einer modernen Zahnbürste ähnelt und aus der Zeit der Tang-Dynastie (619–907) stammt.[9]
- Herophilos von Chalkedon unterschied im 3. Jahrhundert v. Chr. Arterien von Venen und führte Vivisektionen an Strafgefangenen durch.
- Erasistratos unterschied den kleinen (Lungen-) vom großen (Körper-)Kreislauf und beschrieb die Herzklappen, die Luftröhre und die Bauchspeicheldrüse.
- Im 2. Jahrhundert n. Chr. systematisiert Galenos das Wissen seiner Zeit. Seine Schriften haben großen Einfluss auf die Medizin des Mittelalters.
- 400 n. Chr. scheinen Tetracycline, die in nubischen Mumien entdeckt worden sind, aus dem damals gebrauten Bier das erste Antibiotikum gewesen zu sein.[10] Tetracyclin wurde 1948 von Lloyd Conover (wieder-)entdeckt. Es entstand als Modifikation des 1945 von Benjamin Minge Duggar (1872–1956) entdeckten Aureomycins.

## Mittelalter

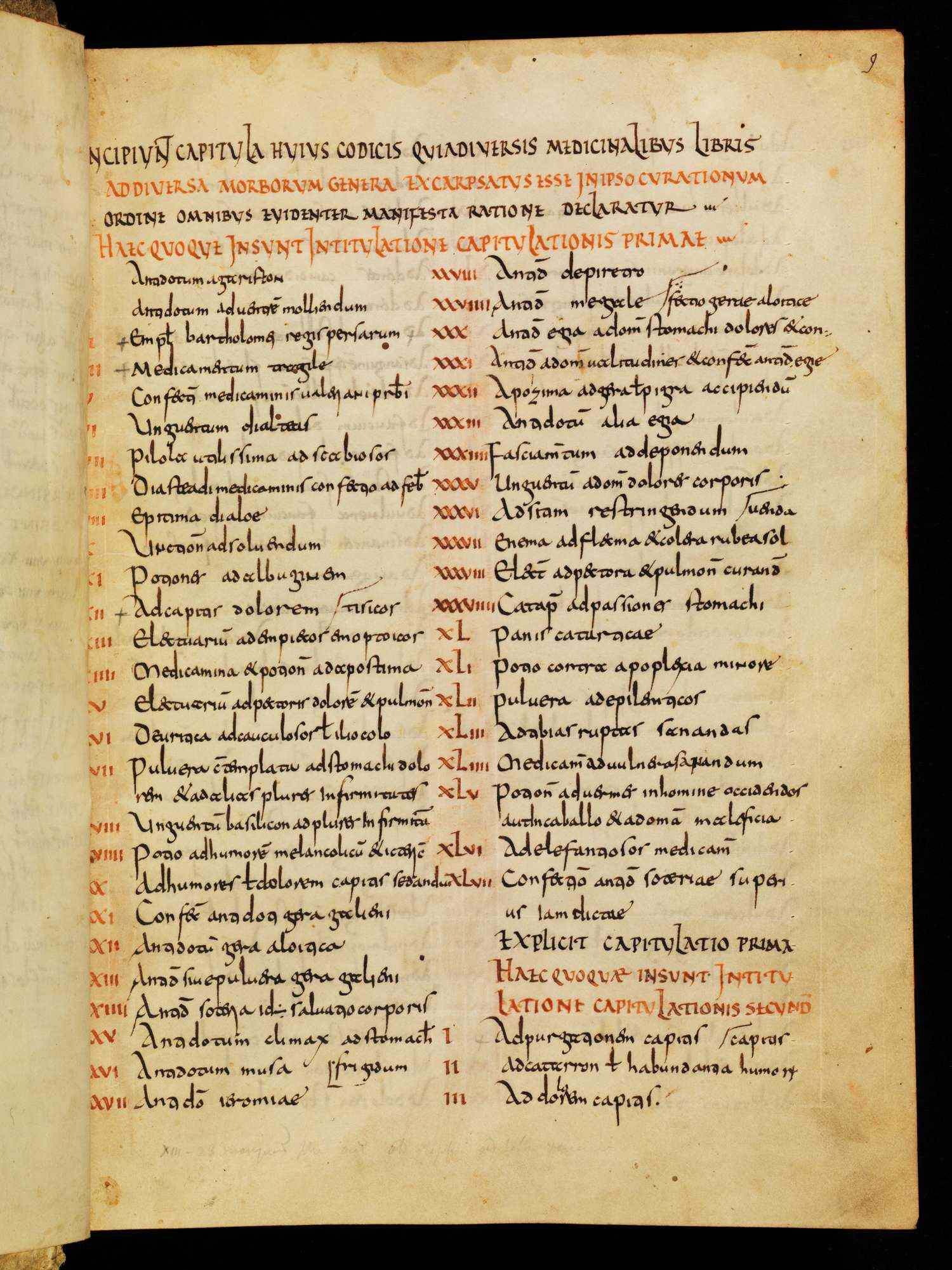
Inhaltsangabe des Lorscher Arzneibuchs

- um 795 Im Lorscher Arzneibuch wird mit Johanniskraut ein Psychopharmakon beschrieben, ebenso eine antibiotische Wundsalbe.
- In Bald’s Leechbook wird plastische Chirurgie (Behandlung einer Lippen-Kiefer-Gaumenspalte) beschrieben.
- Hunain ibn Ishāq und seine Verwandten führen im 9. und 10. Jahrhundert erstmals eine medizinische Terminologie ein.
- um 1000 Ali ibn Isa verfasst mit dem Erinnerungsbuch für Augenärzte das älteste bekannte Werk zur Augenheilkunde.
- Mit der Sammelhandschrift Trotula wird in der Schule von Salerno im 12. Jahrhundert die systematische Frauenheilkunde begründet.
- 1484 verwendete Giovanni d'Arcoli erstmals Goldfolie als Füllungsmaterial für kariöse Zähne.[11]

## Frühe Neuzeit
- 1543 Erster Bericht über eine endotracheale Intubation mit anschließender Beatmung von Tieren.

## Neuzeit
- 1628 William Harvey entdeckt den großen Blutkreislauf.
- 1663 Die ersten dokumentierten intravenösen Injektionen beim Menschen wurden vermutlich von Johann Sigismund Elsholtz in Berlin an drei kranken Soldaten durchgeführt.[12]
- 1665 Beschreibung des Kapillarkreislaufs durch Marcello Malpighi.
- 1728 beschrieb der Vater der modernen Zahnmedizin, der Franzose Pierre Fauchard einen handbetriebenen Bohrer zur Zahnbehandlung.[13]
- 1735 erste Appendektomie (Blinddarmentfernung) durch Claudius Amyand.[14]
- 1744 An einem Bergmann führte der Chirurg William Tossach erstmals eine erfolgreiche Mund-zu-Mund-Beatmung durch.
- 1745 oder 1747 Erste Linsenextraktion durch Jacques Daviel.
- 1747 führte der britische Schiffsarzt James Lind die erste kontrollierte Vergleichsstudie in der Geschichte der Medizin durch, womit er Zitrusfrüchte als wirksames Mittel gegen Skorbut herausfand.[15]

## Moderne
= Nobelpreisträger

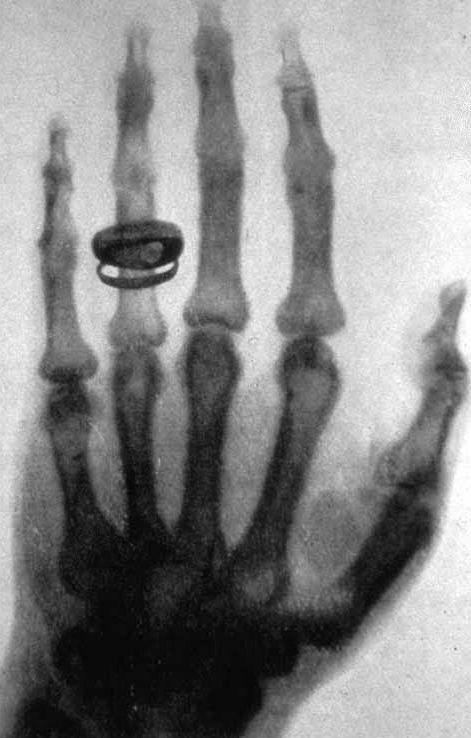
Röntgenaufnahme: Albert von Koellikers Hand, aufgenommen von Conrad Röntgen am 23. Januar 1896

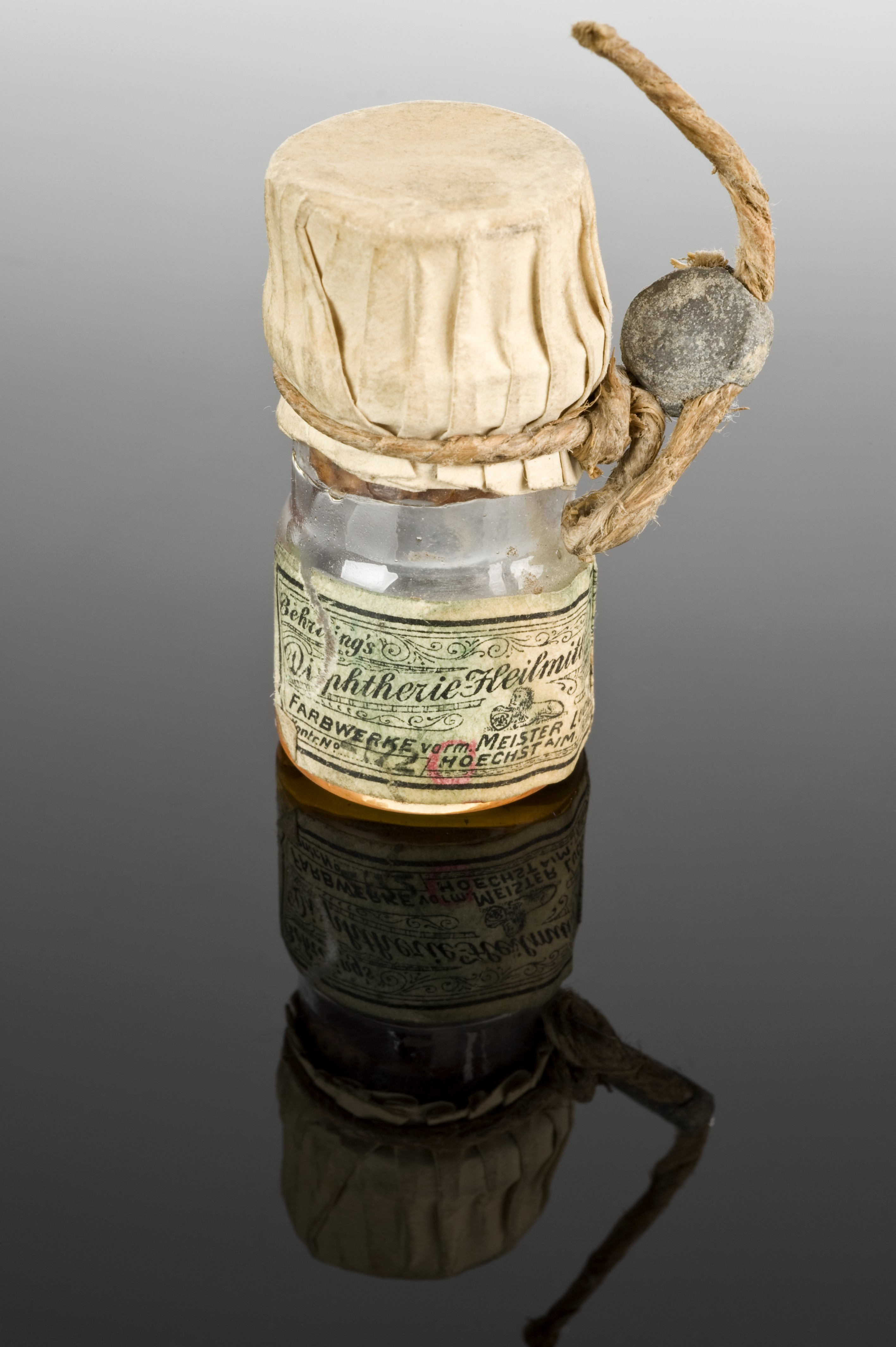
Behrings Diphtherie-Heilmittel

- 1806 Philipp Bozzini (Arzt/Frankfurt) konstruiert erstmals ein starres medizinisches Endoskop.
- 1819 René Laënnec entwickelt das Stethoskop.
- 1846 Als Geburtsstunde der modernen Anästhesie gilt der 16. Oktober 1846, an dem der amerikanische Zahnarzt William Thomas Green Morton am Massachusetts General Hospital der Harvard-Universität (Boston) durch das Einatmen von Ätherdämpfen (Diethylether) die Entfernung eines Hämangioms am Hals des Patienten Gilbert Abbot ermöglichte („Äthertag von Boston“).
- 1850 entwickelte Charles-Gabriel Pravaz für die subkutane Injektion eine Spritze, die als Prototyp moderner Injektionsspritzen gilt.[16]
- 1850/51 Der von Hermann von Helmholtz entwickelte Augenspiegel (Ophthalmoskop) kann als das erste praktisch angewendete Gerät zur Einsicht in das Innere eines Organs angesehen werden.
- 1854 entdeckte Filippo Pacini (nach dem auch das Vater-Pacini-Körperchen benannt ist) das Bakterium Vibrio cholerae als Erreger der Cholera. 30 Jahre später konnte Robert Koch  den Zusammenhang zwischen Mikroorganismus und Erkrankung beweisen.[17]
- 1861 Prophylaxe des Kindbettfiebers und Begründung der Hygiene durch Ignaz Semmelweis.[18]
- 1865 entwickelte der als Pionier der Endoskopie geltende Julius Bruck das Stomatoscop und zwei Jahre später das Urethroscop.[19][20]
- 1869 Paul Langerhans entdeckte die nach ihm benannten Inselzellen im Gewebe der Bauchspeicheldrüse.
- 1874 begann der Einsatz von „Fluoridpastillen“ zur Kariesprävention, was auf Karl Wilhelm Eugen Erhardt zurückgeht.[21]
- 1876 entwickelte Samuel Siegfried Karl von Basch das Sphygmomanometer, das erste Gerät zur nichtinvasiven Blutdruckmessung. 1896 verbesserte Scipione Riva-Rocci es zum Prototyp heutiger Blutdruckmessgeräte.[22]
- 1881 Erste erfolgreiche Gastroskopien durch Johann von Mikulicz.
- 1881  Erste erfolgreiche Magenresektion (teilweise Entfernung des Magens) durch Theodor Billroth, nach dem zwei Resektionsverfahren benannt sind (Billroth I und Billroth II). Dem gingen 1871 die erste Ösophagektomie (Entfernung der Speiseröhre) und 1873 die erste Laryngektomie (Entfernung des Kehlkopfs) durch Billroth voraus.
- 1881 Louis Pasteur entwickelt einen Impfstoff gegen Milzbrand.[23]
- 1883 Die weltweit erste Transplantation bei einem Menschen wurde vom Berner Chirurgen Theodor Kocher  durchgeführt.
- 1884 wurde Cocain erstmals als lokales Anästhetikum durch den Augenarzt Carl Koller zur Betäubung bei Eingriffen am Auge eingesetzt, nachdem  1879 Vassili von Anrep dessen  schmerzstillende Wirkung entdeckt hatte.[24][25][26]
- 1885 Louis Pasteur und Émile Roux entwickelten einen Impfstoff gegen Tollwut.[27]
- 1885 Maximilian von Frey baute 1885 mit seinem Kollegen Max von Gruber an der Universität in Leipzig die erste Herz-Lungen-Maschine.[28]
- 1887 gelang es Nagai Nagayoshi an der Universität Peking erstmals, Ephedrin als reines Alkaloid zu isolieren.[29]
- 1892 hat Waldemar Mordechai Haffkine einen Impfstoff gegen Cholera entwickelt und erstmals im Selbstversuch getestet.[30] Das Bakterium Vibrio cholerae selbst hatte 1854 Filippo Pacini beschrieben.[31] Jedoch hatte der spanische Arzt Jaume Ferran i Clua bereits 1885 einen ersten Impfstoff dagegen entwickelt.[32]
- 1893 isolierte Bartolomeo Gosio aus einem Schimmelpilz der Gattung Penicillium Mycophenolsäure das erste Antibiotikum. Gosio beobachtete, dass er damit das Wachstum des Milzbranderregers behindern konnte. Er veröffentlichte diese Arbeiten 1893 und noch einmal 1896, sie wurden jedoch international nicht wahrgenommen. Erst 1913 wurde Mycophenolsäure wiederentdeckt. Die korrekte Struktur wurde erst 1952 aufgeklärt.[33]
- 1894 Erste Veröffentlichungen zur Psychoanalyse durch Sigmund Freud.
- 1895 Entdeckung der Röntgenstrahlung am 8. November durch Wilhelm Conrad Röntgen , der mit der vom Engländer William Crookes bereits knapp 20 Jahre zuvor konstruierten Kathodenstrahlröhre experimentierte.
- 1897 entwickelte Arthur Eichengrün aus Salicylsäure und Acetylsäure die Acetylsalicylsäure (ASS). Bayer verkauft dieses Medikament gegen Schmerzen als Aspirin. Offiziell wurde wegen der jüdischen Herkunft Eichengrüns die Entwicklung Felix Hoffmann zugesprochen. Bayer schreibt die Aspirin-Synthese weiterhin Hoffmann zu. Nach wie vor (Stand 2011), ist die Frage der Urheberschaft ungeklärt.[34]
- 1898 baute Miller Reese Hutchinson das erste transportable Hörgerät.
- 1898 hat Emil von Behring  zusammen mit Paul Ehrlich  und Erich Wernicke erstmals eine Immunisierung gegen Diphtherie (Corynebacterium diphtheriae) durch passive Immunisierung erreicht. Grundlage waren die von Behring 1890 mit dem Japaner Kitasato Shibasaburō veröffentlichten Arbeiten, die die Grundlage der Serumtherapie bildeten. Der erste Diphtherieimpfstoff war ein Toxoidimpfstoff und wurde in den 1920er Jahren entwickelt.[35]

## 20. Jahrhundert
= Nobelpreisträger

### 1900–1950

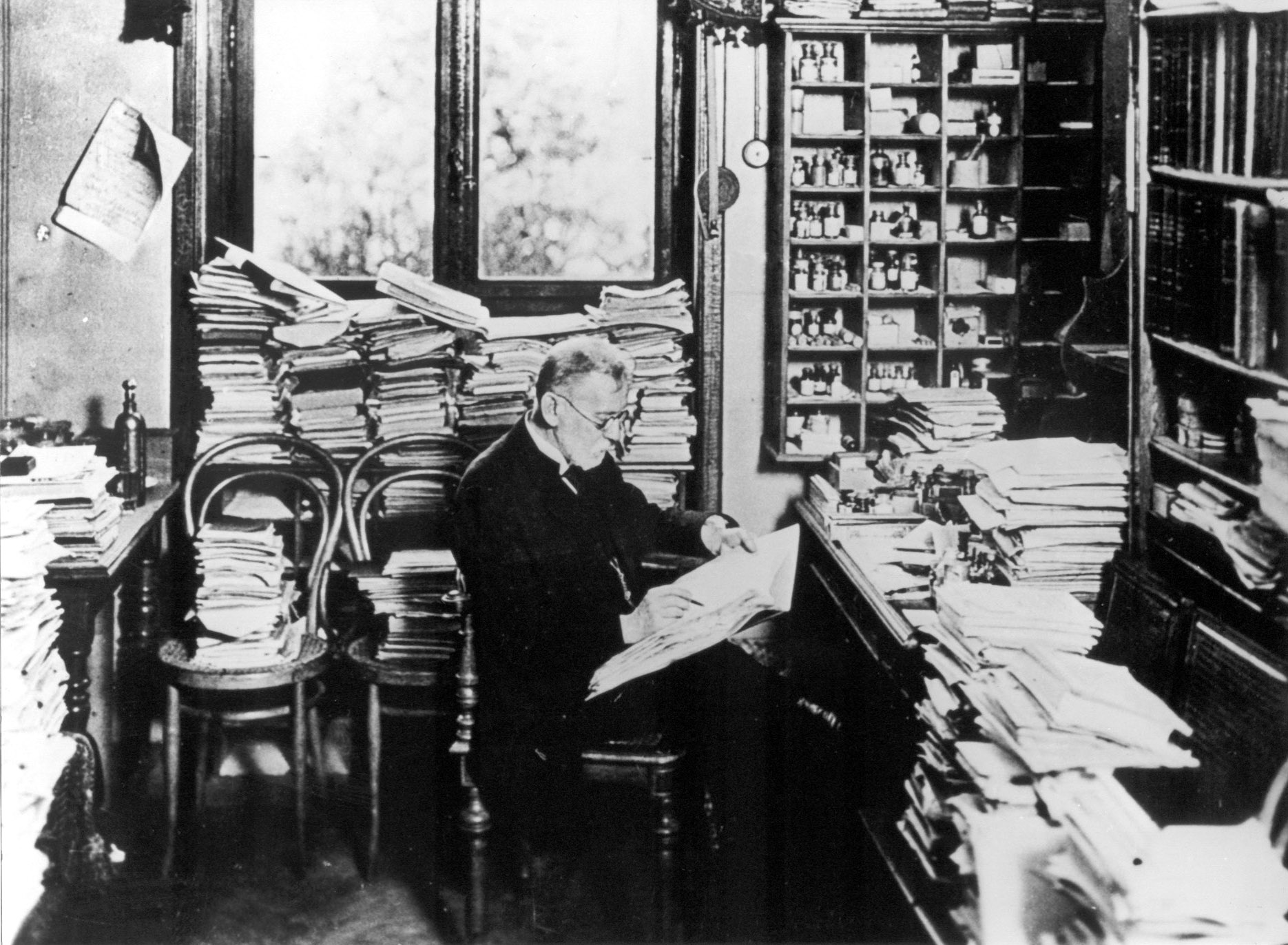
Paul Ehrlich in seinem Arbeitszimmer im Frankfurter Georg-Speyer-Haus, 1910

- 1901 entdeckte Karl Landsteiner  das AB0-System der Blutgruppen.[36]
- 1902 Der Franzose Charles Richet  entdeckte und erklärte die Wirkung der Anaphylaxie.
- 1902 entdeckte William Bayliss gemeinsam mit Ernest Starling das Hormon Sekretin und verwendete auch erstmals den Begriff „Hormon“.[37]
- 1903 Entwicklung der modernen Elektrokardiographie durch den niederländischen Physiologen Willem Einthoven. [38]
- 1905 wurde die Serumkrankheit von Clemens von Pirquet und Béla Schick beschrieben. Letzterer entwickelte 1913 den nach ihm benannten Schick-Test zur Bestimmung der Diphtherie-Immunität.[39]
- 1906 Begründung der Chemotherapie durch Paul Ehrlich.
- 1906 August von Wassermann entwickelte zusammen mit Carl Bruck eine Komplementbindungsreaktion, die zum Nachweis bestimmter Reagine im Serum von Syphiliskranken dient.[40]
- 1906 wurde durch den Nachweis des nach dem Hamburger Bakteriologen Enrique Paschen benannten Elementarkörperchens (Viruspartikel bei Pocken), die Ära der Virologie eingeleitet.[41]
- 1907 Entwicklung von Tuberkulin-Tests durch Clemens von Pirquet, zeitgleich durch Ernst Moro und zeitgleich durch Alfred Wolff-Eisner zur Tuberkulose-Diagnostik.
- 1910  isolierten und identifizierten Henry Hallett Dale  und George Barger aus Mutterkorn das Histamin,[42] nachdem ein Jahr zuvor Artur Biedl und Rudolf Kraus die Theorie aufgestellt hatten, dass körpereigene Substanzen für die Reaktion des anaphylaktischen Schocks verantwortlich seien.[42]
- 1910 entwickelte Paul Ehrlich  Arsphenamin, das als das zuerst entdeckte Antibiotikum der Geschichte angesehen wird.
- 1911 Klärung der Vitamin-B1-Avitaminose (Beriberi) durch Casimir Funk,  der den Begriff „Vitamin“, abgeleitet von „Vital-Amin“, einführte. Erst 1936 konnte er die Struktur des Vitamin B1 entschlüsseln und entwickelte eine Methode zu dessen Synthetisierung.[43]
- 1919 führte Reinhard von den Velden (1880–1941) die erste intrakardiale Adrenalin-Injektion durch.[44]
- 1921 entdeckte Otto Loewi  die chemische Weiterleitung von Nervenimpulsen, worauf Henry Hallett Dale  Acetylcholin als dafür verantwortliche Substanz identifizierte. Damit war der erste Neurotransmitter gefunden.[45]
- 1921 Fidel Pagés beschrieb die Periduralanästhesie (auch Epiduralanästhesie), die er Anestesia metamérica nannte.[46]
- 1921 Isolierung des Insulins durch Frederick Banting , John James Rickard Macleod  und Charles Best, worauf Jahre später die Therapie insulinbedürftiger Diabetesformen mit Altinsulin aus Schweine- oder Rinderpankreas begann, wofür Macleod sein Preisgeld aus dem Nobelpreis mit James Collip teilte.[47]
- 1923 entwickelte George Nicolas Papanicolaou die vaginalen Zytodiagnostik, mit der bereits in Ausstrichen des Zervixschleims Tumorzellen nachgewiesen werden können. Er veröffentlichte seine Ergebnisse erst 1927.[48]
- 1924 Die weltweit erste „Blutwäsche“ über semipermeable Membranen beim Menschen wurde 1924 von Georg Haas in Gießen durchgeführt.
- 1927 gelang es dem ungarischen Wissenschaftler Albert von Szent-Györgyi Nagyrápolt,  Vitamin C zu isolieren.
- 1928 Vorstellung der nach dem Japaner Kyūsaku Ogino und dem Österreicher Hermann Knaus benannten Knaus-Ogino-Verhütungsmethode zur Empfängnisverhütung.
- 1929 Entwicklung der Elektroenzephalografie (EEG) durch den Jenenser Neurologen Hans Berger.[49]
- 1931 gelang es Ernst Ruska und Max Knoll das technische Grundprinzip des Elektronenmikroskops umzusetzen. Ruska überschritt mit einem weiteren Prototyp im Dezember 1933 bei 12.000facher Vergrößerung die Auflösungsgrenze des Lichts. Zusammen mit Bodo von Borries, brachte er es ab 1938/39 zur Serienreife,[50] wodurch erstmals eine Reihe von Viren beobachtet werden konnte.
- 1932 entdeckte Hans Adolf Krebs  gemeinsam mit Kurt Henseleit den Harnstoffzyklus (Krebs-Henseleit-Zyklus).
- 1935 kommt Prontosil als erstes Sulfonamid in den Handel, dessen bakteriostatische Wirkung  von Gerhard Domagk  entdeckt worden war. Die Substanz war 1932 von den Chemikern Fritz Mietzsch und Josef Klarer synthetisiert worden.[51]
- 1937 entdeckte Hans Adolf Krebs  den Citratzyklus, der auch heute oft noch Krebs-Zyklus genannt wird.[52]
- 1939 Einführung der Rachitisprophylaxe mit Vitamin-D in die Säuglingspädiatrie durch Georg Bessau auf der Basis der Vitamin-D-Forschungen durch Adolf Windaus.
- 1941 Behandlung des ersten Patienten mit Penicillin nach chemischer Reindarstellung des Penicillins durch die Oxforder Gruppe um Ernst B. Chain  und Howard W. Florey,  einer Substanz, die 15 Jahre zuvor von Alexander Fleming  als bakterizid und nicht toxisch nachgewiesen worden war.[53]
- 1943 wurde Lidocain, das erste Amino-Amid-Lokalanästhetikum, durch die schwedischen Chemiker Nils Löfgren und Bengt Lundqvist synthetisiert.[54]
- 1944 Entdeckung des Streptomycins, des ersten Antibiotikums gegen Tuberkulose, durch Selman Abraham Waksman  und Albert Schatz.[55]
- 1948 Beginn mit der Framigham-Herz-Studie[56]

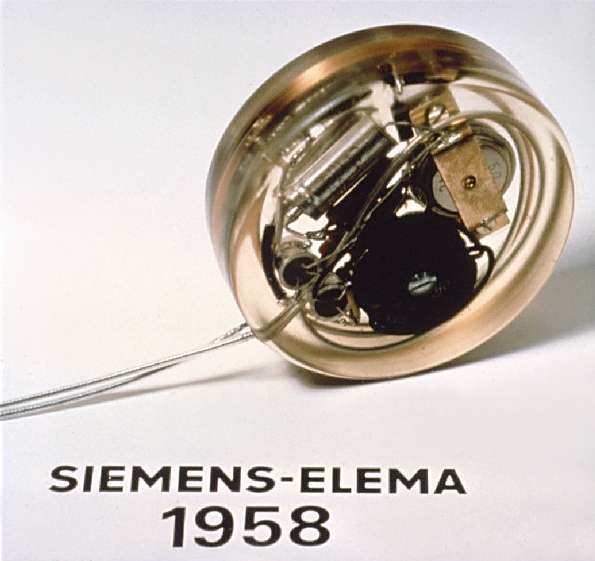
Erster implantierbarer Herzschrittmacher

- 1947 wandte Claude Beck als Erster erfolgreich eine Defibrillation bei einer Herzoperation an.[57]
- 1949 implantierte Harold Ridley erstmals einem Patienten eine Kunstlinse.

### 1951–2000
- 1951 Entwurf der ersten nichtimplantierbaren Herzschrittmacher von dem Kanadier Wilfred Gordon Bigelow und 1952 von dem US-Amerikaner Paul Maurice Zoll.
- 1952 Entdeckung des epidermalen Wachstumsfaktors und des Nervenwachstumsfaktors durch Rita Levi-Montalcini , Letzteren zusammen mit Stanley Cohen. [58]
- 1953 erfolgte die Beschreibung der dreidimensionalen Doppelhelixstruktur der Desoxyribonukleinsäure (DNS) durch James Watson  und Francis Crick. [59]
- 1954 die erste längerfristig erfolgreiche Nierentransplantation durch Joseph Edward Murray. [60]
- 1954 entwickelte Jonas Salk  einen Impfstoff gegen die Poliomyelitis (Kinderlähmung), 1960 gefolgt von der Schluckimpfung durch Albert Sabin (Albert Saperstein).
- 1956 ließ sich der neuseeländische Apotheker, Tierarzt und Erfinder Colin Murdoch die aus Kunststoff gefertigte Einwegspritze patentieren.[61]
- 1957 wurden Interferone durch den Briten Alick Isaacs und den Schweizer Jean Lindenmann am National Institute for Medical Research in London entdeckt,[62] die eine immunstimulierende, vor allem antivirale und antitumorale Wirkung entfalten.
- 1958 Erste vollständige Implantation eines Herzschrittmachers durch Åke Senning, der von ihm und dem Ingenieur Rune Elmqvist entwickelt worden war.[63]
- 1960 kam die erste Antibabypille unter dem Namen Enovid auf den amerikanischen Markt, die 1951 der Chemiker Carl Djerassi zusammen mit dem Pharmakologen Gregory Pincus und dem Gynäkologen John Rock entwickelt hatte.
- 1960 entwickelte Leo Sternbach Chlordiazepoxid (Librium) und 1963 Diazepam (Valium) aus der Stoffklasse der Benzodiazepine. Er entwickelte mehr als 240 Arzneimittel zur Patentreife.[64]
- 1963 entwickelte Maurice R. Hilleman einen Mumpsimpfstoff. Insgesamt entwickelte er rund 40 Impfstoffe, sowohl für Menschen als auch bei Tieren, unter anderem gegen Masern, Windpocken, Röteln, Hepatitis A und Hepatitis B, Lungenentzündung und Meningitis (Gehirnhautentzündung).
- 1963 setzte der deutsche Strabologe Curt Cüppers die Anerkennung von Schielerkrankungen und deren Auswirkungen als Krankheit im Sinne der Reichsversicherungsordnung (RVO) und somit eine Sicherstellung der Behandlungskostenübernahme durch die Krankenkassen durch.
- 1964 Der CO2-Laser wurde vom indischen Elektroingenieur und Physiker Chandra Kumar Naranbhai Patel entwickelt,[65] zeitgleich der nd:YAG-Laser (Neodymium:Yttrium-Aluminium-Granat) in den Bell Laboratories von LeGrand Van Uitert und Joseph E. Geusic.
- 1964 entdeckte Baruch Samuel Blumberg  das Hepatitis-B-Virus (ursprünglich Australia Antigen, heute HBsAg) und in der Folge einen Screeningtest für Bluttransfusionen und schließlich einen Impfstoff, den ersten gegen Krebserkrankungen, nämlich Leberkrebs.[66]
- 1965 hat Per-Ingvar Brånemark, der Vater der modernen Implantologie, das erste Zahnimplantat aus Titan als Zahnwurzelersatz eingesetzt, das durch Osseointegration einheilt.[67]
- 1967 Die weltweit erste erfolgreiche kurative Herztransplantation am Menschen vollführte am 3. Dezember 1967 Christiaan Barnard im Groote Schuur Hospital in Kapstadt.
- 1968 Die erste Transplantation von Knochenmark gelingt dem amerikanischen Hämatologen Edward Donnall Thomas.  [68]
- 1971  ausgehend von Überlieferungen der traditionellen chinesischen Medizin isolierte  die Chinesin Tu Youyou  den zur Behandlung der Malaria eingesetzten sekundären Pflanzenstoff Artemisinin. 1973 synthetisierte sie das wirksamere Derivat Dihydroartemisinin.[69] Sie baute auf den Erkenntnissen von Ronald Ross  auf, der 1897 die Mückengattung Anopheles als Überträger der Krankheit identifiziert hatte.[70]
- 1973 wurde die Magnetresonanztomographie (MRT) als bildgebendes Verfahren von Paul Christian Lauterbur  mit wesentlichen Beiträgen von Sir Peter Mansfield  entwickelt.[71]
- 1976 Der britische Elektroingenieur Godfrey Hounsfield  entwickelt das bildgebende Verfahren der Computertomographie (CT).[72]
- 1977 gelang Robert Geoffrey Edwards  und Patrick Steptoe die erste künstliche Befruchtung (In-vitro-Fertilisation) einer Frau, worauf am 25. Juli 1978 die Tochter Louise Brown von ihrer Mutter Lesley Brown per Kaiserschnitt entbunden wurde.[73]
- 1977 Einführung der perkutanen transluminalen koronaren Angioplastie (PTCA) durch Andreas Roland Grüntzig.
- 1980: Erste vom Menschen besiegte Krankheit (vgl. Eradikation): Die WHO erklärt die Welt 1980 für pockenfrei.
- 1983 hat Luc Montagnier  mit Françoise Barré-Sinoussi,   das AIDS-erregende Humane Immundefizienz-Virus (HIV) entdeckt.[74] Robert Gallo war jedoch auch entscheidend daran beteiligt.[75]
- 1983 Entdeckung des Helicobacter pylori als Ursache von Geschwüren im Magen und Zwölffingerdarm (gastroduodenale Ulkuskrankheit) durch Barry Marshall  und John Robin Warren.[76]
- 1984 entwickelte Alec John Jeffreys den genetischen Fingerabdruck.[77] Das heutzutage in der Forensik angewandte Verfahren geht auf die Entwicklungen von Diethard Tautz zurück.[78][79]
- 1987 entwickelt Theo Seiler ein Verfahren mit Laser[80] zur operativen Brechkraftkorrektur am Auge.
- 1989 entdeckte Qui-Lim Choo zusammen mit Michael Houghton, George Kuo und Daniel W. Bradley das Hepatitis-C-Virus (HCV) – früher: Erreger der non-A, non-B Hepatitis.[81]
- 1989 Harvey J. Alter , Michael Houghton  und Charles M. Rice : Entdeckung des Hepatitis-C-Virus.
- 1990 kam in Großbritannien das erste Kind zur Welt, bei dem mittels Präimplantationsdiagnostik (PID), entwickelt von Elena Kontogianni, das Geschlecht festgestellt worden war, um das Auftreten einer X-chromosomalen Erbkrankheit zu verhindern[82][83]
- 1991 identifizierte der Japaner Yoshinori Ōsumi  mit seiner Gruppe die molekularen Mechanismen der Autophagie, die beteiligten Enzyme und den Mechanismus der Bildung von Autophagosomen.[84]

## 21. Jahrhundert
= Nobelpreisträger

Strukturmodell einer DNA-Helix in B-Konformation

- 2001 Bekanntgabe der vollständige DNA-Sequenzierung des menschlichen Genoms im Rahmen des seit Oktober 1990 laufenden Humangenomprojekts, das von Luigi Luca Cavalli-Sforza begründet worden war und an dem über 1.000 Wissenschaftler aus 40 Ländern teilnahmen. Demnach weist der Mensch 20.000 bis 30.000 Gene auf, wobei sich die Zahl der Basenpaare im menschlichen Genom auf 3,08 Milliarden beläuft.[85]
- 2006 Entwicklung von HPV-Impfstoffen gegen humane Papillomviren (Warzenviren), durch Harald zur Hausen,  die ursächlich für die Entstehung von Gebärmutterhalskrebs (Zervixkarzinom) sind, nachdem er Anfang der 1980er Jahre mit seiner Arbeitsgruppe erstmals die Typen HPV 16 und HPV 18 des humanen Papillomvirus aus an Gebärmutterhalskrebs erkranktem Gewebe isolieren konnte.[86]
- 2011 Die zweite offizielle Feststellung der Ausrottung (Eradikation) einer Krankheit, der Rinderpest, erfolgte am 25. Mai 2011.[87]
- 2012 Erste wissenschaftliche Dokumentation der CRISPR/Cas-Methode durch eine Arbeitsgruppe um Emmanuelle Charpentier  und Jennifer A. Doudna , einer molekularbiologischen Methode, um DNA gezielt zu schneiden und zu verändern.
- 2020 Entwicklung mehrerer COVID-19-Impfstoffe, insbesondere des mRNA-Impfstoffs durch Uğur Şahin und Özlem Türeci
- 2022 Bartley P. Griffith: erstmalige Verpflanzung eines genetischen veränderten Schweineherzens